# Sterian Munteanu
Sterian Munteanu (n. 6 august 1918, Sâmpetru, Brașov – d. 7 aprilie 1990, București) a fost un silvicultor român, membru corespondent al Academiei Române.